# Association des designers industriels du Québec
 (février 2010).
Si vous disposez d'ouvrages ou d'articles de référence ou si vous connaissez des sites web de qualité traitant du thème abordé ici, merci de compléter l'article en donnant les références utiles à sa vérifiabilité et en les liant à la section « Notes et références ».
L'Association des designers industriels du Québec (ADIQ) est une association, située à Montréal, qui fait la promotion du design industriel au Québec et au Canada.

## Biographie
L'Association des designers industriels du Québec voit le jour en 1964. Elle est d’abord un chapitre de l’association nationale – ADIQ, Association canadienne des designers industriels – sous la dénomination ADIQ, Association des designers industriels du Canada, chapitre Québec.